# Jaume Alsina i Calvet
Jaume Alsina i Calvet   (Guissona, 1934) és un veterinari i empresari ramader, fundador del Grup Alimentari Guissona, empresa líder en el sector carni i referent destacat de la indústria agroalimentària i el desenvolupament rural a Catalunya.

## Biografia
Jaume Alsina nasqué l'any 1934 a Guissona, hereu de Cal Xuriguera de Palouet, una masia documentada des de l'any 1600, actualment rehabilitada com a hotel rural. Va estudiar a Barcelona, a La Salle, i es feu veterinari a Saragossa.
L'any 1951 començà la seva activitat ramadera pensant en els animals de treball, però canvià d'idea degut a la mecanització del camp amb tractors i recol·lectores. L'any 1956, juntament amb gent de Reus, va veure l'oportunitat de desenvolupar la ramaderia industrial. L'any 1959 creà una cooperativa amb un grup de pagesos de la comarca de la Segarra, embrió de l'actual Grup Alimentari Guissona. En els anys 1960 visità granges de gallines als Països Baixos, i en els 1970 dels Estats Units.
Jaume Alsina fou l'últim alcalde de Guissona previ a la democràcia, i posteriorment abandonà l'activitat política per continuar la seva activitat empresarial. En els anys 1980 creà un fons de previsió i aconseguí que els cooperativistes entreguessin la meitat dels seus beneficis per recuperar-los en èpoques de crisi.
L'any 2009 la familia Alsina controlava un 10% de la Corporació Alimentaria Guissona. Els set fills de Jaume Alsina treballen per al grup, de forma directa o indirecta.
L'abril de 2010 fou guardonat amb la Creu de Sant Jordi per part de la Generalitat de Catalunya en reconeixement del gran impuls donat al progrés del sector primari català.